# لا سیبا
لا سیبا (به اسپانیایی: La Ceiba) یک شهر در هندوراس است که در استان آتلانتیدا واقع شده‌است.

## خصوصیات
لا سیبا ۱۹۶٬۸۵۶ نفر جمعیت دارد و ۳ متر بالاتر از سطح دریا واقع شده‌است.

## خواهرخوانده
- بروکن اروو، ایالات متحده
- کالی، کلمبیا
- سن کریستوبال، ونزوئلا
- سانتا آنا، السالوادور
- تیلا، هندوراس